# José María Napoleón
José María Napoleón Ruiz Narváez (Aguascalientes, 18 de agosto de 1948), cuyo nombre artístico es José María Napoleón o simplemente Napoleón o El Poeta de la Canción, es un cantautor mexicano.

## Televisión
José María Napoleón incursionó como actor bajo la dirección del productor Ernesto Alonso, apodado «el Sr. Telenovela», famoso en el medio artístico mexicano. En Al rojo vivo, interpretó a Benito, un humilde mecánico. En esta telenovela alternó con Alma Muriel. [cita requerida]

## Compañías discográficas
Napoleón inició su carrera en Discos Musart, bajo la dirección del productor musical Jaime Sánchez Rosaldo. Posteriormente, firmó con la Discos Cisne-Raff, en donde obtendría sus mayores éxitos. Sus grabaciones han pertenecido a los sellos DCM, BMG, Melody, PolyGram, Fonovisa, Univisión, Continental, I.M. Discos y Orfeón.[cita requerida]
A partir de 2009, el catálogo de Napoleón, lanzado originalmente por Cisne-Raff y que ha sido vendido en varias ocasiones, pertenece a Universal Music México.[cita requerida]
Precisamente en el 2016, el disco más reciente de Napoleón ha sido lanzado bajo el sello Fonovisa, propiedad de Universal Music Group.[cita requerida]

## Discografía
Su primer disco, El grillo, fue grabado para Discos Musart.
Posteriormente graba numerosos discos en Cisne-Raff de 1975 a 1982, año en que la compañía desaparece como tal. Para 1979 Cisne-Raff le permite grabar un disco completamente en vivo desde el Teatro de la Ciudad de México, y con dirección de orquesta de Chucho Ferrer. En dicho disco se incluyen 18 piezas grabadas con excelente calidad. El disco fue reeditado por Fonovisa-Melody en 1999.
Ya a mediados de los años 1970, Napoleón había grabado junto a Jorge Macías Gómez (alias «Jorge Massías») y José Luis Almada un disco titulado Recital. El disco incluía los temas "Canción para una futura mamá", "Volveré de nuevo", "Desde siempre", "Me gusta la voz del hombre", "La historia de Martín Cruz", "Don nadie" y "Un pueblo donde llegar".
Seguidamente firmó con una nueva compañía discográfica y, entre los años 80 y hasta fines de los 90, realizó algunas producciones en BMG, PolyGram.
En enero de 2016 se lanzó al mercado un nuevo disco de dúos con Napoleón, alcanzando en México el primer lugar de ventas tanto en formato físico como en digital.

### Su canción "Vive"
Cuenta José María Napoleón que regresó después de un tiempo a la casa materna; mientras su madre le preparaba algo de comer (algo, porque no había mucho) observó las paredes descarapeladas, las sillas raídas y en el lavadero halteros de ropa ajena que su madre lavaba para ayudar con el gasto familiar; a Napoleón le preocupaba mucho no poder ayudar a sus padres a mejorar su situación. Al servirle la sopa, su mamá refirió que estaba aguada para que alcanzara para su hermano; José María le dio las gracias y su madre remarcó: "había que dar las gracias pero diario por tener que comer, que vestir y donde dormir, que ya muerto, ya pá que". Napoleón se levantó intempestivamente de la silla pidiéndole a su hermano un lápiz y en el empaque rosa del papel de las tortillas escribió en un momento una de sus más emblemáticas canciones.
La letra de "Vive" invita a la reflexión en estos tiempos de búsqueda de «satisfacción instantánea», tan promovida por el consumismo actual.

### Álbumes de estudio
- Napoleón (Discos Trébol, 1970), más conocido como El grillo y reeditado al año siguiente con diferente orden de canciones por Discos Musart bajo el título El poeta de la canción.
- Napoleón (Discos Raff, 1975), disco en el que se incluyó por primera vez su éxito "Canción del molino rojo".
- Vive (Discos Raff, 1976)
- Pajarillo (Discos Raff, 1977)
- Hombre (Discos Raff, 1977)
- José María Napoleón (Discos Raff, 1978), más conocido como Recuerdo apagado.
- Napoleón en vivo desde el Teatro de la Ciudad (Discos Raff, 1979)
- Sin tu amor (Discos Raff, 1979)
- Tú y nadie más (Discos Raff, 1980)
- Celos (Discos Raff, 1981)
- María Susana (Discos Raff, 1982)
- Tiempo al tiempo (Discos Ariola, 1983)
- Contra viento y marea (Discos Ariola, 1984)
- Si supieras Alberto (Discos Ariola, 1985)
- ¡Aventurero! (Discos Ariola, 1986)
- Reencuentro (Polydor, 1988)
- Entre el cielo y el infierno (PolyGram, 1990)
- Aquí entre nos... (Fonovisa, 1992)
- Déjame volver a ti (Fonovisa, 1995)
- Entre el ayer y el mañana (Fonovisa, 1996)
- Lo que el tiempo se llevó (Fonovisa, 1997)
- Hoy (I.M. Discos, 2000)
- Hombre (Discos Continental, 2000), regrabaciones de sus éxitos.
- Vive (Discos Continental, 2000), regrabaciones de sus éxitos.
- Acústico (I.M. Discos, 2002)
- Somos lo que hacemos (Mercurio, 2002)
- Las canciones de mi vida (I.M. Discos, 2003)
- Álbum de recuerdos (I.M. Discos, 2005)
- En concierto (I.M. Discos, 2006)
- Necio corazón (Discos Continental, 2010)
- Blanco y negro (Sony music Latin, 2012)
- Vive (CD+DVD) (Universal Music México, 2016)

### Álbumes recopilatorios
- 15 grandes éxitos (Discos Raff, 1981)
- A través de sus canciones: 15 grandes éxitos (Discos y Cintas Melody, 1984)

### Éxitos de su inspiración
- "El grillo" (1970)
- "De vez en vez" (1975)
- "Después de tanto" (1976)
- "Vive" (1976)
- "De camino en camino" (1976)
- "Pajarillo" (1977)
- "Hombre" (1977)
- "Porque te quiero andaré" (1977)
- "Recuerdo apagado" (1978)
- "Treinta años" (1978)
- "La vida" (1978)
- "Sin tu amor" (1979)
- "Eres" (1979)
- "Lo que no fue no será" (1979)
- "Ella se llamaba" (1980), recordada a veces como "Ella se llamaba Martha".
- "Leña verde" (1980)
- "Mientras llueve" (1982)
- "Celos" (1982)
- "Corazón bandido" (1982)
- "Tiempo al tiempo" (1983)
- "Nunca cambies" (1984)
- "Corazón, corazón" (1985)
- "Si supieras Alberto" (1985)
- "Un pedazo de madera" (1997)
- "Nos pasarán la factura" (2002)

### Otras canciones destacadas de su autoría
- "Eres" (1975), mismo título que el éxito, diferente letra.
- "Tú" (1978), del álbum Recuerdo apagado.
- "Amaneció" (1978)
- "El maniquí"
- "Y para qué", interpretada por José José.
- "Lo que un día fue no será", interpretada por José José.
- "Deja", interpretada por Yuri (Festival de la OTI).
- "Corazón, corazón"
- "María Susana"
- "De vez en vez", interpretada por Victor Yturbe.
- "Mentirosa"
- "Yo quisiera"
- "Me están matando los celos" (última participación en el Festival de la OTI).
- "Aventurero"
- "A todas las mujeres que amé"
- "Mientras llueve", interpretada por José José.
- "Tu primera vez", interpretada por José José.
- "El amor"
- "Si tuviera un barco"
- "Déjame amarte de nuevo", interpretada por Rosario De Alba.

### Éxitos de otros compositores
(Versiones realizadas por Napoleón)
- "Canción del molino rojo" (1975)
- "Regresa a mí" (1975)
- "Caminito" (1975)
- "Hasta entonces" (1975)
- "Volver a volar" (2020), ft. Brandon Gosi.

### Colaboraciones
- "Verás" - a dueto con Juan Gabriel (2014)
- "Sin Reservas para Amar" - a dueto con José María Jr para el álbum Mis Amigos del Bar (2015)
- "Cien Años" - para el álbum Pedro Infante 100 Años (2017)
- "Yo Te Necesito" - a dueto con Los Ángeles Negros para el álbum Todos Somos MAS (2018)
- "Eres Tú" - a dueto con Mocedades (2019)
- "We Never Give Up (Todo Venceremos)" - con otros artistas (2020)
- Había Olvidado con  Jesús Adrián Romero (2022)
- "Pajarillo" - dueto con Luis Humberto Navejas (2016)

## Telenovelas
- Al rojo vivo (1980-1981) - Benito
- El privilegio de amar (1998-1999) - Silverio Jiménez

## Filmografía
- Las vacaciones del amor  (1981)
- Los triunfadores  (1978)

## Amistades con otros artistas
Mantuvo durante su carrera de más de 30 años una entrañable amistad con «el Príncipe de la Canción», José José, con quien colaboró en el disco Lo pasado, pasado, en el que también participó el cantante y compositor Juan Gabriel.

## Familia
Los hijos mayores de Napoleón (los únicos hijos de la baladista Rosario de Alba, ya que ella no se volvió a casar) son: la cantautora María del Rosario Herlinda, quien radica en la tierra de su padre en Aguascalientes, casada y con tres hijos -los primeros nietos del cantante- (dos gemelos y una niña). Jimena Moreno Ruiz, su nieta, está arrancando su carrera musical.
Christian Napoleón Jr., también cantautor, es el primer hijo varón del cantautor. El tercer hijo de Napoleón y de Martha es José Ma. Sebastián. Con su esposa María Susana tuvo cuatro hijos: Aline, María José, José María Napoleón Jr. y Natalia.
Con la actriz Alma Muriel procreó a su tercer hijo varón, quien falleció antes de cumplir dos meses de nacido, mientras ella se encontraba en España cumpliendo con un compromiso de trabajo, y él se encontraba en un recital musical en el Teatro de la Ciudad de México. Tras la muerte del hijo de ambos, la relación concluyó.
También forma parte de su familia su prima, María Elena Flores Hernández de Figueroa, madre del comediante Edson Zúñiga "El Norteño", quien también da vida a El Compayito.